# Qasr el-Heir el-Gharbi
Ne doit pas être confondu avec Qasr el-Heir ech-Charqi.

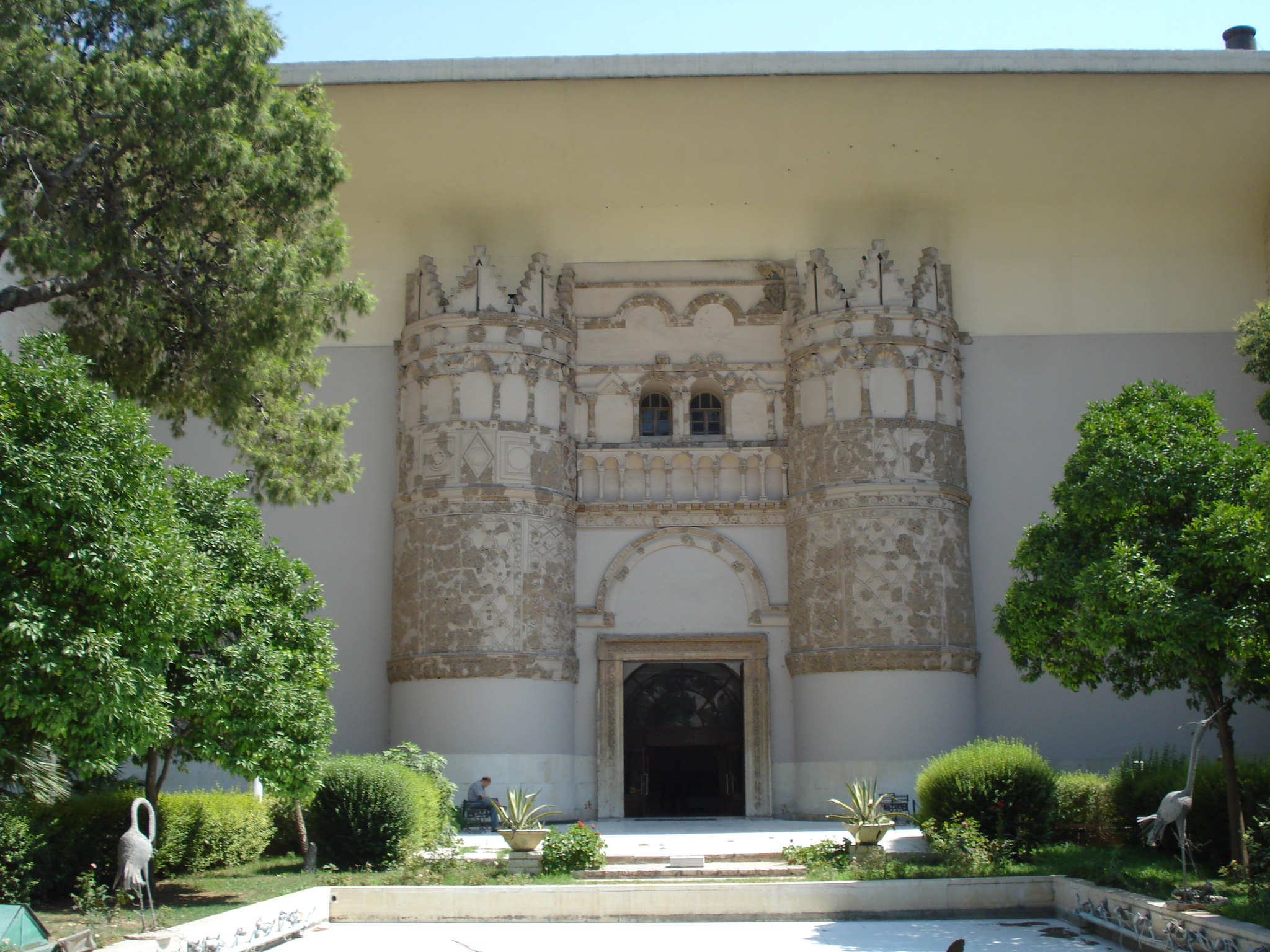
Le portail du château, servant d'entrée au musée national de Damas.

Qasr el-Heir el-Gharbi (en arabe : قصر الحير الغربي, signifiant « château du réservoir de l'ouest ») est un château omeyyade de Syrie, à 60 km de Palmyre vers l'ouest, en ligne droite, construit entre 724 et 727, à la demande du calife omeyyade, Hisham Ibn Abd-al-Malik.

## Histoire
Le château, palais rural comprenant un impressionnant système d’irrigation se situe dans un espace propice au contrôle routier, mais surtout aux cultures.
On considère souvent qu’il est apparenté avec le site de Qasr al-Hayr al-Sharqi. Architecturalement, le palais se compose d’un bâtiment carré avec une cour au centre. Des tours d’angle sont présentes à tous les coins, à l’exception du coin nord-est. A la place, on y retrouve une tour rectangulaire, vestige d’un monastère byzantin datant du VIe siècle de notre ère.
Le château est l’exemple parfait pour illustrer l’idée d’adaptation dans l’art islamique. En effet, certaines formes anciennes, d’inspiration sassanide, se retrouvent dans l’architecture du château omeyyade. On retrouve également des structures en stuc. Celles-ci se sont effondrées, mais les campagnes de fouilles, dont celle de 1936 ont permis de les reconstituer. Elles sont aujourd’hui installées à l’entrée du Musée national de Damas.
En 1936, Daniel Schlumberger, archéologue français, découvrit au château une borne, érigée sous Hadrien ou l'un de ses successeurs et portant l'inscription ci-après reproduite :
       Fin[es]
       inteṛ
Hadriano[s]
Palmyrenos
           et
[He]ṃesenos